# Idźki Młynowskie
Idźki Młynowskie – wieś w Polsce położona w województwie podlaskim, w powiecie wysokomazowieckim, w gminie Sokoły.
Zaścianek szlachecki Młynowskie należący do okolicy zaściankowej  Idzki położony był w drugiej połowie XVII wieku w powiecie suraskim ziemi bielskiej województwa podlaskiego. W latach 1975–1998 miejscowość administracyjnie należała do województwa łomżyńskiego.
| SIMC    | Nazwa        | Rodzaj    |
| ------- | ------------ | --------- |
| 0405725 | Krzywa Ulica | część wsi |
| 0405731 | Na Lasku     | część wsi |

Wierni kościoła rzymskokatolickiego należą do parafii  Wniebowzięcia NMP w Sokołach.

## Historia
Pod koniec wieku XIX wieś należała do gminy i parafii Sokoły w powiecie mazowieckim. W pobliżu kilka innych wsi tworzących tzw. okolicę szlachecką Idźki:
- Idźki-młynowskie
- Idźki-wykno
- Idźki-średnie

W roku 1921 Idźki Młynarskie. Naliczono tu 18 budynków z przeznaczeniem mieszkalnym oraz 94 mieszkańców (47 mężczyzn i 47 kobiet). Wszyscy podali narodowość polską i wyznanie rzymskokatolickie.